# 쾨세그구

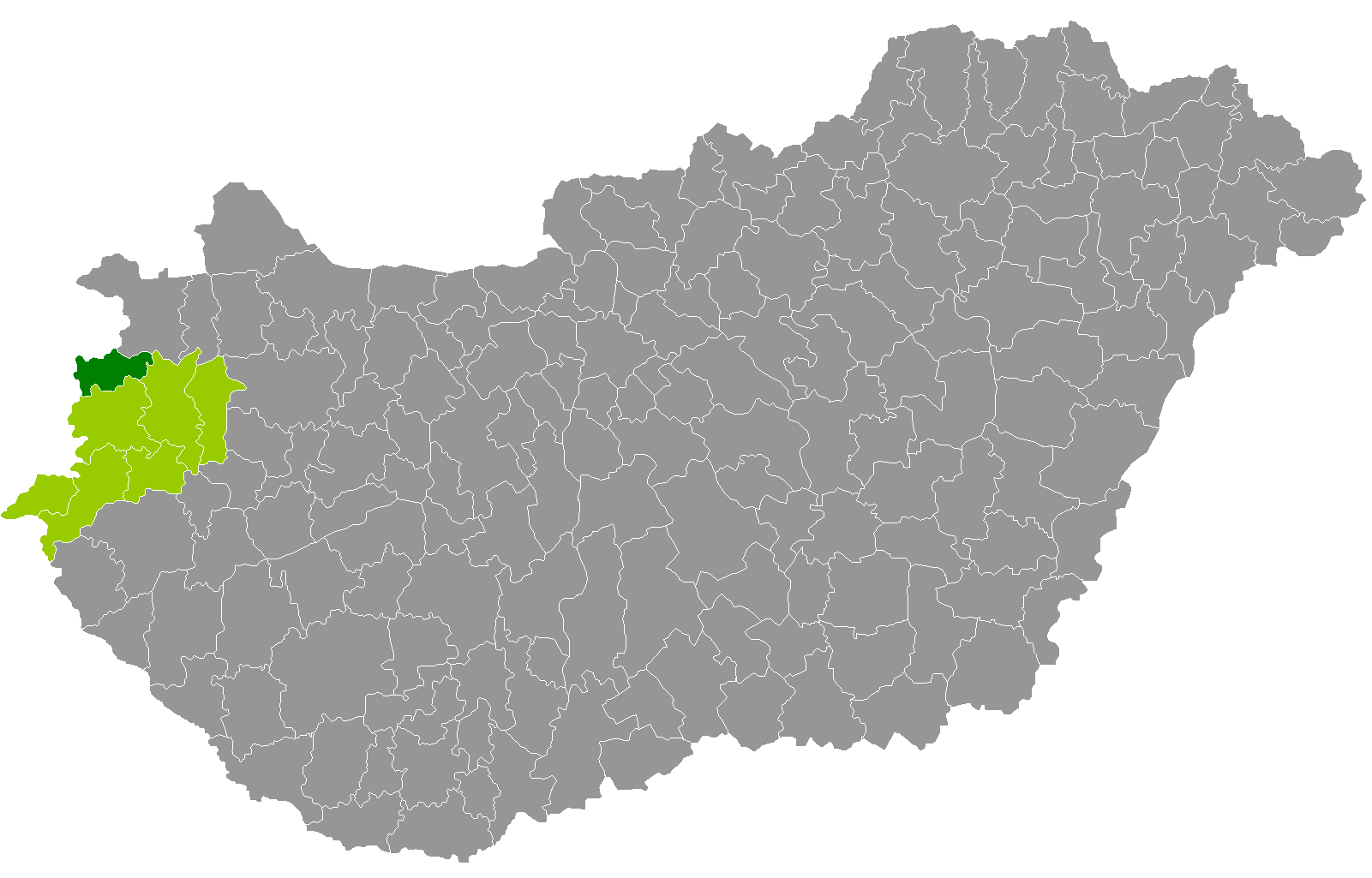
버시주 지도에 표시된 쾨세그구의 위치

쾨세그구(헝가리어: Kőszegi járás)는 헝가리 버시주에 위치한 구로 구청 소재지는 쾨세그이며 면적은 286.45km2, 인구는 25,090명(2011년 기준), 인구 밀도는 88명/km2이다.
북동쪽으로는 죄르모숀쇼프론주 쇼프론구, 동쪽으로는 샤르바르구, 남쪽으로는 솜버트헤이구와 접하며 서쪽과 북쪽으로는 오스트리아와 국경을 접한다. 21개 지방 자치체(3개 시, 18개 마을)를 관할한다.

구 문장